# アンデッド
アンデッド（英: Undead）は、かつて生命体であったものが、すでに生命が失われているにもかかわらず活動する、死体に魔法で仮の生命を吹き込んだ存在の総称。Living Dead（生ける屍）とも。
死にきっていない（死者でも生者でもない）者たち。霊やゾンビなどが該当する。多くの文化で伝説や伝承にアンデッドが見られるほか、ファンタジーやホラーには特に多く登場する。「アンデッド」の語は、ブラム・ストーカーの小説『吸血鬼ドラキュラ』に "The Un-Dead" として初めて使われた。
ファンタジーを題材とするテーブルトークRPGやコンピュータゲームでは代表的なモンスターとして定着しており、「アンデッド・モンスター」とも呼ばれ、日本語では「不死の怪物」や「不死者」などの訳もよく使われている。それ以外の日本語表記では「亡者」や「死霊」などがある。
アンデッドとされる存在は多種あるが、その多くは太陽の光に弱いとされており、夜間に活動したり、墓地などに現れたりすることが多い。生者を襲い、犠牲者を同種のアンデッドや従僕（しもべ）とするとされるものもいる（例：吸血鬼）。聖水や聖餅を弱点とするものもある。近年の小説やゲームでは、これらの怪物を秘術によって生み出して操ることを死霊魔術 (Necromancy)、そのような術を行使する者をネクロマンサー (Necromancer) と呼ぶことが多いが、いずれも本来の意味とは異なる。

## 種類
以下では、主にファンタジー作品に登場するモンスターとしてのアンデッドについて解説する。

### 死体を元にしているもの
人間をはじめとする生物の死体を、何らかの呪いや魔術で動かしているものはアンデッド・モンスターの中でも最も頻繁に現れる。知性・感情を持たず痛覚もないため、傷を受けようとも構わず襲ってくる敵として描かれる。なお、ゴーレムの中には生物の死骸や肉片を素材とする「フレッシュゴーレム」、骨を素材とする「ボーンゴーレム」（『ダンジョンズ&ドラゴンズ』、『ソード・ワールドRPG』など）といったものがあるが、あくまでも死体を素材としたゴーレムであり、アンデッドとは区別される。
ゾンビ
肉体が朽ち果て、腐敗の進行した死体が何らかの要因によって活動を再開したもの（本来の意味でのゾンビとは異なる）。主に墓地など、実体を保有する生物の死体が多くある場所で登場する。何らかの毒や病原体を持つモンスターとしてデザインされることが多い。人間以外の生物もゾンビ化することがあり、ドラゴンがゾンビ化した「ドラゴンゾンビ」や巨人がゾンビ化した「ジャイアントゾンビ」などは強力なモンスターとして扱われる。「コープス」（本来は死体を意味する）や「リビングデッド」などと呼称する場合もある。
スケルトン
腐敗の進行によって有機物が分解され、白骨化した死体（骸骨）が骨格のみで活動するもの（骨に肉片や腱の残滓が付着している場合もある）。肉がなく骨のみであるため、刺突攻撃の効果が薄いとされる事が多い（その場合逆に打撃には弱いとされる）。ゾンビよりも弱い下級モンスターとして扱われる場合と、倒してもすぐさま再生復元する手強い敵として描かれる場合がある。作品によっては高度な剣術や魔法を使うもの、剣などの武器を手にしているもの、ゾンビが燃やされてスケルトンへ変貌するものなども見られる。
キョンシー
死後硬直を除いて生前の状態を保った、比較的新しい死体が活動するもの。古代中国風の世界観を持つ作品や場所の場合は、ゾンビや吸血鬼に似た位置づけで登場することがある。中国の伝説では元は人だが犬のような顔になっている人食いの怪物であり、力をつけると飛天夜叉などより上位の怪物に変化するといわれる。
グール
「食屍鬼」と訳される。アラブ社会の伝承上の怪物で本来は生物であるが日本ではアンデッドして扱われている。単に死体を食べるゾンビであったり、死体を食べる人間が怪物化したもの（『クトゥルフ神話』『ダンジョンズ&ドラゴンズ』など。クトゥルフ神話はアンデッドではない）であったりと、位置づけは様々である。上記のアンデッドたちと異なり、低い知性を持っている場合がある。
マミー（ミイラ男）
全身に包帯を巻かれ、乾燥保存された死体が活動するもの。ピラミッドや古代遺跡など、古代エジプト風の世界観を持つ作品や場所で登場することが多い。舞台が古代遺跡の場合、王等権力者の財宝の守護者または王自身として登場することがある。
病気・呪いといった特別な力を持ってることが多い。乾燥しているために燃えやすく、火炎に弱いモンスターとしてデザインされる場合もある。知性を有している場合もあり、弱い者から後述のリッチに近いものまで力の差がとても大きい。
ワイト
元々は人間を意味する言葉で、スカンジナビアの伝承では人の姿をした悪霊。モンスターとしてのワイトは『指輪物語』に登場する「塚人」(en:Barrow-wight) が元になっており、王族など高貴な人物の死体に悪霊が取り憑いたもので、触れた者を昏倒させるなどの力を備えている。
『ダンジョンズ&ドラゴンズ』などのRPGにおいては「不浄な黄色い光」に包まれているとされる（『ソード・ワールドRPG』で、アンデッドが黄色いオーラを放つと誤解されることが多いのは、これに由来する）。また、エナジードレインというレベルを吸収する能力を持つことが多く、ワイトに殺された者はワイトになって蘇るとされている。
レヴァナント
霊体や動く死体であったりする。Revenantという言葉は「戻ってくる」を意味するラテン語のreveniens（もしくはフランス語のrevenir）から来ている。レヴァナントは中世盛期のイギリスや西ヨーロッパ周辺で人気の物語で誕生し、物語の中で故人の復讐などの目的で復活した。内容は吸血鬼などと共通する話が多い。
中世の物語の中で共通するのは、死に戻る人間は犯罪者で、邪悪・虚栄心・不信心者として記述され、病気と関連付けられた。適切な対応として、遺体を掘り起こし頭断・焼却・心臓を取り除くなどが行われた。
ドラウグ
古英語の「妖怪、幽霊」、アイルランド語の「前兆、流星」の両方から来ている。一般的に黒く腫れた死体の姿で、超人的な力を発揮し、体を巨大化させ重量も増加させる事が出来、物を腐らせる悪臭を放つ。北欧やアイスランドの神話のいくつかでアンデッドとして記述され、表面上知性が残っている。宝物を守り、生き物に損害をもたらし、彼らを不当に扱う物を苦しめる。

### 霊体
無実体の類もまた多く登場する。実体がないため、破邪の金属とされる銀製の武器などの特別な武器や魔法によってしか傷つかないとする作品が多い。いずれも霊（そのほか、幽霊、亡霊、怨霊、地縛霊、浮遊霊など）を指す語であるが、ゲームではモンスターの強さや特殊な能力などに応じて別々の名を付けることが多い。ゴーストは比較的下級、レイスは比較的上級のモンスターとして扱われる傾向がある。これらを総合して「ホーント」と呼ぶ作品もある。
レイス
肉体と魂が分離した生霊に近い存在。魔術師が幽体離脱に失敗した結果、変化した姿であるとも称されている。
指輪物語に登場する指輪の幽鬼「ナズグル」が多くの場合元になっている。元々は高潔で有能な王だったが、指輪に囚われて生きたまま不死の怪物と化した存在である。影のような姿だったり、武装した人型だったりと作品によって姿は一定しない。
ファントム
地縛霊とも。強力だが幽霊屋敷など場所に縛られた存在として登場することが多い。
スペクター
特に有名な伝承が存在しないが、作品（『ダンジョンズ&ドラゴンズ』など）によっては霊体型アンデッドの最上位の存在として登場することがある。
処女鬼神
韓国の処女のまま死んだ霊。

### その他
デュラハン
伝承では男性であるが（女性説あり）、モンスターとして登場するデュラハンは首なしの騎士（多くの場合、首は脇に抱えている）として描かれることがある。この首なしの騎士は、首なしの馬や、それに引かれた戦車（チャリオット）を従えている場合が多い。
本来は妖精の一種であり、アンデッドではないが、作品によっては「首なし」という性質からアンデッドに分類されることがある。
バンシー
本来の伝承では妖精だが、作品によってはデュラハンと同様にアンデッドとされることもある。
リッチ
リッチ（リッチーとも）は、超常的な力により死してなお生前の人格と知性、全能力を維持するアンデッドである。lichは古い英単語で「死体」の意。外見は骸骨か干からびた死体だが動きにぎこちなさはなく、生前‐強力な魔術師や神官、王であることがほとんど‐の社会的地位に応じた、しかし大抵長い年月でぼろぼろになった衣装を着ている。リッチは多くの場合、自ら望んで多大な労力‐複雑な儀式、高度な魔術、希少な材料の霊薬など‐の果てにこの形態に変異し、墳墓など住居の奥で寿命を超越して生前の目的‐研究や修行、統治や陰謀‐を継続している。同様に死体が動いているゾンビやスケルトンとは完全に別次元の存在である。小説ではCAスミスの『魔術師の帝国』に登場する不死の魔術師がリッチという単語の初出とされるほか、『英雄コナン』に登場する物語の幕を開ける剣の持ち主だった古代王のミイラもリッチと目される（眼窩の奥に光が宿っているという後の『D&D』で取り入れられるリッチの特徴がある）。中国の伝承に見られる仙人は仙道という術法や練丹という呪薬を用いて不老不死を目指すという点だけに注目すれば、リッチと言えなくもない。特に、善行を積んで生きたまま不老不死となる天仙・地仙と異なり、死後に体から抜け出した魂魄が後日には死体に戻り棺を抜け出てゆくという尸解仙は、死を経て死体で蘇り不老不死になるという点で、外見を除けばリッチに近い。
現在のリッチのイメージ・設定はTRPG『ダンジョンズ＆ドラゴンズ』で形作られた。すなわち、「高位の魔術師や神官が不死化を求め、強力な魔法や神の力で生前の人格や能力を維持したまま死体に変じた」というものである。同様に生前の人格や能力を維持している（ことがある）マミーや吸血鬼と比べても、リッチの優位性は際立っている。通常、眠りについているマミーや昼間は休眠している吸血鬼と異なり、リッチは眠りを必要とせず常に活動している。心身の維持に血液を必要とする吸血鬼と異なり、リッチは物質的・魔法的に何も必要とはしない（5版では定期的に他者の霊魂が必要）。そして多くの場合、魔法の行使に上限があるマミーや吸血鬼と異なり、リッチの魔法能力には制限がない（むしろ、魔法の追及に悠久の時間を充てるために生を捨てたようなものである）。このほか、アンデッドモンスターを呼び寄せたり支配したりする能力を備えていることもある。
『D&D』以外では『ウォーハンマーノベル』のドラッケンフェルズなどがリッチである。

ヴァンパイア（吸血鬼）
最も有名なアンデッドのひとつ。生前の人格を持ち、心身を維持するために人間の血液を必要とするため社会に溶け込んでいるものも多い。血を吸った人間を下級のヴァンパイアに変えて下僕として従えるほか、様々な能力を備えているがバランスを取るように弱点も設定されていることが多い。特に強力なヴァンパイアを「ノーライフキング」などと称する作品もある。また、作品によってはアンデッドではなく悪魔など魔物、人間と同等以上の知性を持つ人型種族の一種とされているものもある。
上記のほか、死神や地獄の使者といったモンスターは生命が失われているにもかかわらず活動するものではないが、類似性やゲームバランスの都合によりアンデッドとして扱われる場合がある。